# Тайвань (остров)
Тайва́нь (кит. трад. 台灣/臺灣, упр. 台湾, пиньинь Táiwān; колониальное название — Формо́за, от порт. ilha Formosa — «прекрасный остров») — остров в Тихом океане, в 150 км от восточного берега материковой части Китая, от которой он отделён Тайваньским проливом. Географические координаты центра — 23,5° с. ш., 121° в. д. Остров пересекает Северный тропик.
Тайвань и окрестные острова контролируются частично признанной Китайской Республикой (де-юре претендующей на весь Китай), из-за чего это государство часто называют просто «Тайвань». Свои права на остров заявляет Китайская Народная Республика, с точки зрения которой Тайвань входит в одноимённую административную единицу КНР. Крупнейшая агломерация — Синьбэй.

## Этимология
Географическое название «Тайвань» появилось в международном обиходе примерно в XVII веке, когда власть над островом захватили голландцы и испанцы. Существуют две версии происхождения слова «Тайвань».
Согласно одной из них, неподалёку от первого голландского поселения, форта Зеландия, находилось поселение аборигенов племени Сирайя. На их языке это место называлось Тайоан. Позднее китайские колонисты изменили название на свой манер — Да юань, что означает «Большой круг». В ранних латинских записях этого слова, сделанных голландцами, присутствуют оба варианта транскрипции — как Taioan, так и Dayuan, — а также другие варианты. Постепенно название этой наиболее освоенной местности стало применяться к острову в целом и превратилось в современный топоним Taiwan.
Вторая версия пересекается с предыдущей. В древности и средние века в Китае остров имел несколько вариантов названия. Но топоним «Тайвань» возобладал в китайских источниках с конца XVII века. На острове имелась удобная для кораблей бухта с песчаной отмелью. По-китайски тай — «платформа, плоское возвышение», а вань — «залив». «Платформой над заливом», вероятно, именовалась та самая песчаная коса.
Наряду с этим, в западной картографии преобладало португальское название Формоза (порт. Formosa — «Прекрасный»). В историческом контексте топоним Формоза подразумевает Тайвань до новейшего времени. Формозцами иногда именуют австронезийских аборигенов острова. Формозскими называют обитающие только на Тайване эндемические виды животных, птиц, рыб, насекомых и растений.

## Географическая характеристика
Побережье острова омывает Восточно-Китайское море на севере, Южно-Китайское море и Филиппинское море на юге и Тихий океан на востоке.
Остров вытянут с севера на юг на 394 км, ширина около 140 км, общая площадь — 35 834 км².
Берега изрезаны слабо, восточные часто обрывисты, западные пологи. Протяжённость береговой линии — 1566 км.
Вдоль всего острова тянутся покрытые лесами Тайваньские горы (высочайшая точка — гора Юйшань, 3952 м); на севере — группа потухших вулканов, на западе — прибрежная равнина (здесь проживает 90 % населения острова).

### Климат
Климат на севере острова — субтропический, на юге — тропический муссонный. Сумма осадков в равнинной части — 1500—2500 мм, в горах свыше 5000 мм. В августе и сентябре часты тайфуны.
На Тайване с июня по август продолжается сезон дождей. Для северной части острова характерна высокая облачность в течение всего года. На юге 90 % годовых осадков выпадает в сезон дождей.

### Растительность
На остров растут влажные тропические леса, отличающиеся большим видовым разнообразием (более 3000 видов, из которых свыше 1500 эндемичны — в том числе тайваньский кипарис Chamaecyparis formosensis, пихта Каваками Abies kawakamii, коричник камфорный Cinnamonum camphora).
В нижних частях склонов — влажные вечнозелёные леса из панданусов, пальм, бамбуков, лиан; выше — широколиственные листопадные и смешанные леса из камфорного лавра, кипариса, ели, пихты, древовидных папоротников и др.
На высоте 3300 м леса замещаются поясами кустарника рододендрона и высокогорными лугами.
Прибрежные равнины заняты полями риса, батата, плантациями сахарного тростника, ананасов и др.
Вдоль побережий — местами мангровые леса.

### Животный мир
В горных лесах встречается много эндемичных животных — свайнова лофура (Lophura swinhoii), толстоклювая лазоревая сорока (Urocissa caerulea), формозский чёрный медведь (Ursus thibetanus formosanus), тайваньский пятнистый олень (Cervus nippon taiouanus), тайваньский пресноводный лосось (Oncorhynchus masou formosanus) и ряд других. Многие виды находятся под угрозой исчезновения вследствие человеческой деятельности.
- Тайваньский макак
- Толстоклювая лазоревая сорока
- Тайваньский серау
- Буроголовая юхина

### Реки и озёра
Реки острова — горные и многоводные. Используются для орошения и гидроэнергетики.
Многочисленные горные хребты и обильные осадки способствуют образованию на Тайване разветвлённой речной сети (около 151 больших и малых рек). Самые длинные реки: Чжошуйци (186 км), Гаопинци и Даньшуйхэ. Большинство рек коротки и стремительны; много речных порогов и водопадов. 
Озёр на Тайване имеется немного. Наиболее известными среди туристов являются Жиюэтань (Озеро Солнца и Луны), Чжуинху (Озеро Кристальной чистоты) и Ляньчитань (Лотосовое Озеро). Благодаря горному рельефу на Тайване расположено множество горячих источников: солёный горячий источник острова Люйдао (является одним из трёх таких источников в мире), Янминшань (севернее Тайбэя), Цзиншань (северо-восточнее Тайбэя), Гуаньцзылин (к юго-востоку от Цзяи) и многие другие.

### Полезные ископаемые
Природные ресурсы острова включают в себя небольшие месторождения золота, меди, каменного угля, природного газа, известняка, мрамора и асбеста.

### Земледелие
Свыше половины территории острова занимают леса и кустарники — в основном, в горных районах. 24 % занимают пахотные земли (в основном на равнине), 15 % территории используется для иных нужд. 5 % территории занимают пастбища, 1 % — многолетние культуры.

### Экологическое состояние
К наиболее опасным экологическим проблемам на острове относятся загрязнение воздуха, загрязнение воды промышленными стоками и канализацией, заражение источников питьевой воды, незаконный вывоз животных, занесённых в Красную книгу, а также загрязнение радиоактивными отходами. Угрозу здоровью населения и местным лесам представляют кислотные дожди. По мнению местных учёных, свыше половины кислотных осадков попадают на остров с материковой части Китая во время периода муссонов.

### Стихийные бедствия
Население острова часто страдает от землетрясений и тайфунов. 21 сентября 1999 года в центре острова произошло землетрясение, в результате которого погибло свыше 2 тысяч человек. К человеческим жертвам и значительным разрушениям приводят и селевые потоки и оползни, возникающие в результате проливных дождей.
6 февраля 2018 года на северо-востоке острова вблизи города Хуалянь было зафиксировано землетрясение магнитудой в 6,1.
Представители руководства Японии официально принесли соболезнования руководству Тайваня в связи с землетрясением 6 февраля 2018 года в тайваньском уезде Хуалянь. Официальный представитель МИД КНР Гэн Шуан 9 февраля 2018 года заявил, что Япония тем самым нарушила принцип «одного Китая». Гэн Шуан отметил, что Китай призывает Японию честно соблюдать принципы четырёх политических документов, подписанных Китаем и Японией, а также немедленно исправить свои ошибки и не создавать новые препятствия для китайско-японских отношений.

### Национальные парки
Тайвань — небольшой остров, но здесь существует несколько различных экосистем, поддерживающих разнообразие его флоры и фауны. Притягательность тайваньских гор связана, главным образом, с большим разнообразием растительного покрова (более 3000 видов, из которых 1500 эндемичны): акация, эвкалипт, бамбук, пальмы, тайваньская сосна, камфорное дерево, кипарис японский, ель шероховатая, пихта, рододендрон и другие. 
Животный мир Тайваня включает более 20 000 видов диких животных и подвидов-эндемиков (тайваньский пятнистый леопард, тайваньский чёрный медведь, тайваньский пресноводный лосось и др.): 60 видов млекопитающих (обезьяны, тупайя, тропические кроты и др.), 500 видов птиц (павлины, попугаи, птицы-носороги и др.), 30 видов земноводных, 90 видов пресмыкающихся, 150 видов пресноводных рыб и 17 600 видов насекомых. 
На острове действуют 17 заказников, в которых находятся под охраной некоторые виды животных, 20 биосферных заповедников, 9 национальных парков (Янминшань, Юйшань, Тароко, Кэньдин, Сюэба, Цзиньмэнь, атолла Дунша, юга Пэнху и Тайцзян), 34 лесных резервата (общая площадь 452 тыс. га). Создано 13 особых ландшафтных зон: Северного побережья, Северо-Восточного побережья, Восточного побережья, залива Дапэн, Маулин, Сирая, горы Алишань, Жиюэтань (Озеро Солнца и Луны), Южного побережья Юньцзя, Острова Пэнху, Восточная рифтовая долина Хуадун, горы Саншань, Островов Мацзу.
- Кэньдин
- Шэйпа
- Алишань
- Тароко
- Юйшань
- Тайчжун

## История
До XII века население острова было малочисленным и в основном состояло из носителей тайваньских языков австронезийской семьи, находившихся по своему развитию на уровне неолита.
В XII веке Тайвань был официально включён в состав Китая в качестве части провинции Фуцзянь. С XIV века на острове существовал китайский орган местной власти на Тайване, началась иммиграция китайцев на остров, развивались земледелие и ремёсла. Коренные жители (племена гаошань) были вытеснены в горные районы.
С конца XVI — начала XVII веков на Тайвань вторгались иностранные завоеватели: японские феодалы и пираты, затем португальцы, давшие острову название Формоза («Прекрасный»), голландцы из Ост-Индской компании и боровшиеся с ними за обладание Тайванем испанцы.
В 1661 году остров был захвачен армией беженцев из Китая, сохранивших верность свергнутой династии Мин. За короткое время существования основанного ими здесь государства Дуннин китайское население Тайваня возросло до 200 тысяч.
К 1683 году контроль над островом установила Цинская династия, сохранявшая его до поражения в Японо-китайской войне (1894—1895), когда островом завладела Япония.
В 1949 году, потерпев поражение в ходе Гражданской войны от войск Мао Цзэдуна, глава правительства Республики Китай генералиссимус Чан Кайши укрылся на Тайване. Вместе с ним туда перебрались его партия Гоминьдан, администрация и парламент — Национальное собрание, составленное из представителей всех китайских провинций. Общее количество беженцев из континентального Китая на Тайвань составило около 2 млн человек. С этого времени остров Тайвань составляет основную часть территории Китайской Республики, из-за чего это государство часто называют просто «Тайвань».
Противостояние между КНР и Китайской республикой неоднократно приводило к вооружённым столкновениям (см. Первый кризис в Тайваньском проливе, Второй кризис в Тайваньском проливе), включая артиллерийские обстрелы территории.
До 1970-х годов Китайская Республика признавалась большинством государств и международных организаций как законная власть всего Китая; так, до 1971 года её представитель занимал кресло Китая в Организации Объединённых Наций и Совете Безопасности ООН; позже место в Совете было передано КНР.